# Инсулинома
Инсулино́ма (от лат. insulin — пептидный гормон, вырабатываемый бета-клетками островков Лангерганса и лат. oma — опухоль, образование) — доброкачественное (реже злокачественное) новообразование (чаще из бета-клеток островков поджелудочной железы), бесконтрольно секретирующее в кровяное русло инсулин, что приводит к развитию гипогликемического симптомокомплекса и чаще проявляется тощаковым гипогликемическим синдромом. Гораздо реже встречаются инсулинсекретирующие APUDомы (апудомы) — опухоли из параэндокринных клеток (не бета-клеток островков Лангерганса), локализацию которых установить крайне сложно. Имеются сообщения об инсулиномах, возникающих из энтерохромаффинных клеток кишечника. Злокачественные инсулиномы составляют 10—15 %, треть из которых метастазирует. У 4—14 % больных инсулиномы множественные, около 2 % новообразований располагаются вне поджелудочной железы. Инсулинсекретирующая опухоль описана во всех возрастных группах — от новорожденых до престарелых, тем не менее чаще она проявляется в наиболее трудоспособном возрасте — от 30 до 55 лет. Среди общего числа больных дети составляют около 5 %.

## Онкологический аспект
В 1929 году Graham впервые удалось успешно удалить инсулинсекретирующую опухоль. С тех пор в мировой литературе имеются сообщения примерно о 2 000 больных с функционирующими бета-клеточными новообразованиями.
Опухоли диаметром более 2…3 см, как правило, злокачественны. В 10…15 % случаев инсулиномы множественные, в 1 % расположены эктопически (ворота селезёнки, печень, стенка двенадцатиперстной кишки). Частота новых случаев — 1 на 1 млн человек в год. В 85…90 % случаев инсулиномы доброкачественны. Инсулинома в поджелудочной железе обычно доброкачественная, со́лидная, одиночная. У детей инсулинома иногда сопровождается гиперплазией бета-клеток или незидиобластозом. Нередко (более, чем у 50 % больных) инсулинома оказывается компонентом синдрома МЭН (Множественная эндокринная неоплазия) типа I (синдром Вермера).

## Этиология
Симптомы обусловлены гипогликемией, вызванной нерегулируемой избыточной секрецией инсулина.
После открытия в 1921 году Бантингом и Бестом инсулина стали известны признаки его передозировки при клиническом применении коммерческих препаратов у больных сахарным диабетом. Это позволило Харрису сформулировать понятие о спонтанной гипогликемии, вызванной повышенной секрецией этого гормона.

## Патогенез
Гиперинсулинизм является основным патогенетическим механизмом, от которого зависит весь симптомокомплекс заболевания. Постоянная секреция инсулина, не подчиняясь физиологическим механизмам, регулирующим углеводный обмен, приводит к развитию гипогликемии. Нервная система расходует около 20 % циркулирующей в крови глюкозы (основной источник энергии мозга). Высокая чувствительность ЦНС к гипогликемии объясняется тем, что в отличие от других тканей организма мозг не имеет запасов углеводов и не способен использовать в качестве энергетического источника циркулирующие свободные жирные кислоты. Снижение уровня гликемии запускает механизмы, направленные на восполнение источников энергии в плазме крови: гликогенолиз, глюконеогенез, мобилизация свободных жирных кислот, продукция кетоновых тел. «Руководят» этими процессами контринсулярные гормоны: норадреналин, глюкагон, кортизол и СТГ. Клинические проявления, в основном, обусловлены гиперадреналинемией и повышением активности симпатической нервной системы.

## Клиника
Наличие нервно-психических нарушений и малая распространённость заболевания приводят к диагностическим ошибкам — три четверти больных инсулиномой лечатся под самыми разнообразными диагнозами (эпилепсия — 34 %, опухоль головного мозга и нарушение мозгового кровообращения — по 15 %, ВСД — 11 %, диэнцефальный синдром — 9 %, психоз — 5 %, остаточные явления нейроинфекции и неврастения — по 3 %, опьянение — 2 %, отравление и прочие диагнозы — 3 %).
Клиническая картина инсулиномы во многом определяется её гормональной активностью.
Период острой гипогликемии развивается в результате недостаточности контринсулиновых факторов и срыва адаптационных свойств центральной нервной системы. Клиническая картина характеризуется гипогликемическим синдромом, развивающимся натощак, с типичным набором адренергических и нейроглюкопенических симптомов, наличие и выраженность которых в отдельно взятых случаях значительно варьируют. Чаще всего приступ развивается в ранние утренние часы, после длительного (ночного) перерыва в приёме пищи. Обычно больные не могут «проснуться»: длительное время они остаются дезориентированными, производят ненужные повторяющиеся движения, односложно отвечают на простейшие вопросы. Это уже не сон, а расстройство сознания различной глубины, сменяющее его. Гипогликемические состояния у пациентов с инсулиномой могут сопровождаться приступами психомоторного возбуждения: одни мечутся, что-то выкрикивают, кому-то угрожают; другие — поют, танцуют, не по существу отвечают на вопросы, производят впечатление опьяневших. Типичны эпилептиформные припадки, отличающиеся от эпилепсии большей продолжительностью, гиперкинезами, обильной нейровегетативной симптоматикой. Однако, длительное течение заболевания не приводит к характе́рным изменениям личности, описанным при эпилепсии. Гипогликемия при инсулиноме может проявиться наступлением сноподобного состояния: пациенты уезжают или уходят в неопределённом направлении и затем не могут объяснить, каким образом они там оказались. Прогрессирование приступа чаще всего заканчивается глубоким расстройством сознания, из которого больных выводят введением глюкозы. Если помощь не оказана, то нарушение сознания может длиться от нескольких часов до нескольких суток. О случившемся больные рассказать не могут, так как не помнят — ретроградная амнезия.
В межприступном периоде имеются симптомы, отражающие повреждающее влияние хронической гипогликемии на центральную и вегетативную нервную систему, проявляющиеся недостаточностью VII и IX пар черепных нервов по центральному типу, асимметрией сухожильных и периостальных рефлексов. При осмотре иногда выявляются патологические рефлексы Бабинского, Россолимо. Нарушение высшей нервной деятельности в межприступном периоде выражается в снижении памяти и умственной трудоспособности, безразличием к окружающей действительности, потере профессиональных навыков, что нередко вынуждает больных заниматься менее квалифицированным трудом.
Дополнительные симптомы, более характерные для злокачественных инсулино́м: похудение, диарея, боли в животе, парезы.

## Диагностика

### Анамнез
При сборе анамнеза удаётся выявить время возникновения приступа, его связь с приёмом пищи. Развитие гипогликемии в утренние часы, а также при пропуске очередного приёма пищи, при физических и психических напряжениях, у женщин накануне менструации говорит в пользу инсулиномы.

### Объективный осмотр
Физикальные методы исследования в диагностике инсулиномы не играют особой роли ввиду малой величины новообразований.

### Методы функциональной диагностики
В 1938 году Wipple постулировал, что если у пациента возникают приступы гипогликемии натощак, уровень гликемии при этом падает ниже 2,7 ммоль/л (50 мг%), а сам приступ купируется внутривенным введением глюкозы, то у такого больного следует ожидать инсулин-секретирующую опухоль. Классическая триада Wipple у большинства больных возникает через 12…16 часов от начала голодания. Крайне редко проба с голоданием не позволяет подтвердить наличие триады Wipple, несмотря на морфологически верифицированную опухоль поджелудочной железы.

### Лабораторная диагностика
Определяют уровень инсулина в плазме крови методом радиоиммунологического анализа (РИА). Наиболее информативно определение инсулина во время приступа гипогликемии. Диагноз не вызывает сомнений, если при концентрации глюкозы в крови < 1,7 ммоль/л уровень инсулина в плазме крови > 72 пмоль/л. Обычно уровень инсулина превышает 144 пмоль/л. Дальнейшее изучение этого вопроса продемонстрировало, что более ценными являются показатели секреции проинсулина и С-пептида.

### Топическая диагностика
В настоящее время в основном используются три метода: ангиографический, катетеризация портальной системы и метод компьютерной томографии поджелудочной железы.
- Ангиографическая диагностика инсулино́м основана на гиперваскуляризации этих новообразований и их метастазов.
- В редких случаях опухоль удаётся визуализировать с помощью КТ или МРТ. УЗИ выявляет только очень крупные со́лидные инсулиномы.[1] Эхография в диагностике инсулино́м широкого распространения не получила из-за избыточной массы тела пациентов, поскольку жировая клетчатка является значительным препятствием для ультразвуковой волны. Однако метод полезен при интраоперационной локализации новообразований.[11]
- В последнее время предложен способ катетеризации портальной вены с целью определения уровня иммунореактивного инсулина (ИРИ) в венах различных отделов поджелудочной железы. По его максимальному значению можно судить о локализации функционирующего новообразования.[12]

Современные методы топической диагностики позволяют у 80…95 % больных с инсулиномами до операции установить локализацию, размер, распространённость и злокачественность (наличие метастазов) опухолевого процесса.

## Дифференциальная диагностика
В плане дифференциальной диагностики инсулино́м наибольший интерес представляют непанкреатические опухоли, незидиобластоз и искусственно вызываемая гипогликемия. Кроме того, в круг дифференциально-диагностического поиска входят гипогликемический синдром, эпилепсия, психические заболевания, истерия, экзогенное введение инсулина и других сахароснижающих препаратов, другие опухоли поджелудочной железы.
Непанкреатические опухоли с гипогликемией отличаются своими размерами. Клиническая картина и характер гликемии в этих случаях практически идентичны клинике у больных инсулиномой. Чаще всего развиваются опухоли печени — синдром Nadler—Wolf—Eliott, опухоли коры надпочечников — синдром Anderson и различные мезенхимомы — синдром Doege—Petter. Подобного размера новообразования легко выявляются при физикальных методах исследования или обычных рентгенологических.
Особое место в дифференциальной диагностике инсулиномы занимают гипогликемии у детей, обусловленные тотальной трансформацией протокового эпителия поджелудочной железы и бета-клетки. Это явление получило название незидиобластоз. Последний можно установить только морфологически. Клинически он проявляется тяжёлыми, трудно поддающимися коррекции гипогликемиями, что вынуждает принять срочные меры к уменьшению массы ткани поджелудочной железы. Общепринятый объём операции — субтотальная резекция (80…95 %) поджелудочной железы.
Трудности в диагностике инсулиномы могут возникнуть при тайном экзогенном применении больными препаратов инсулина. Мотивы искусственно вызываемой гипогликемии в большинстве случаев остаются невыяснеными даже после консультации психиатра. Основное доказательство — низкое содержание С-пептида при высоком уровне иммунореактивного инсулина (ИРИ). Эндогенная секреция инсулина и С-пептида всегда эквимолярна, ибо гормон инсулин в организме образуется в организме путём отделения от молекулы проинсулина последовательности аминокислот (C-пептид) с образованием двух полипептидных цепей, соединённых дисульфидными мостиками (см. также Инсулин).
Определение уровня С-пептида в плазме крови можно использовать не только для исключения экзогенного введения препаратов инсулина, но и для дифференциальной диагностики
гипогликемического синдрома, эпилепсии, психических заболеваний, истерии — во всех случаях уровень С-пептида будет в пределах нормы (или даже снижен).

## Лечение

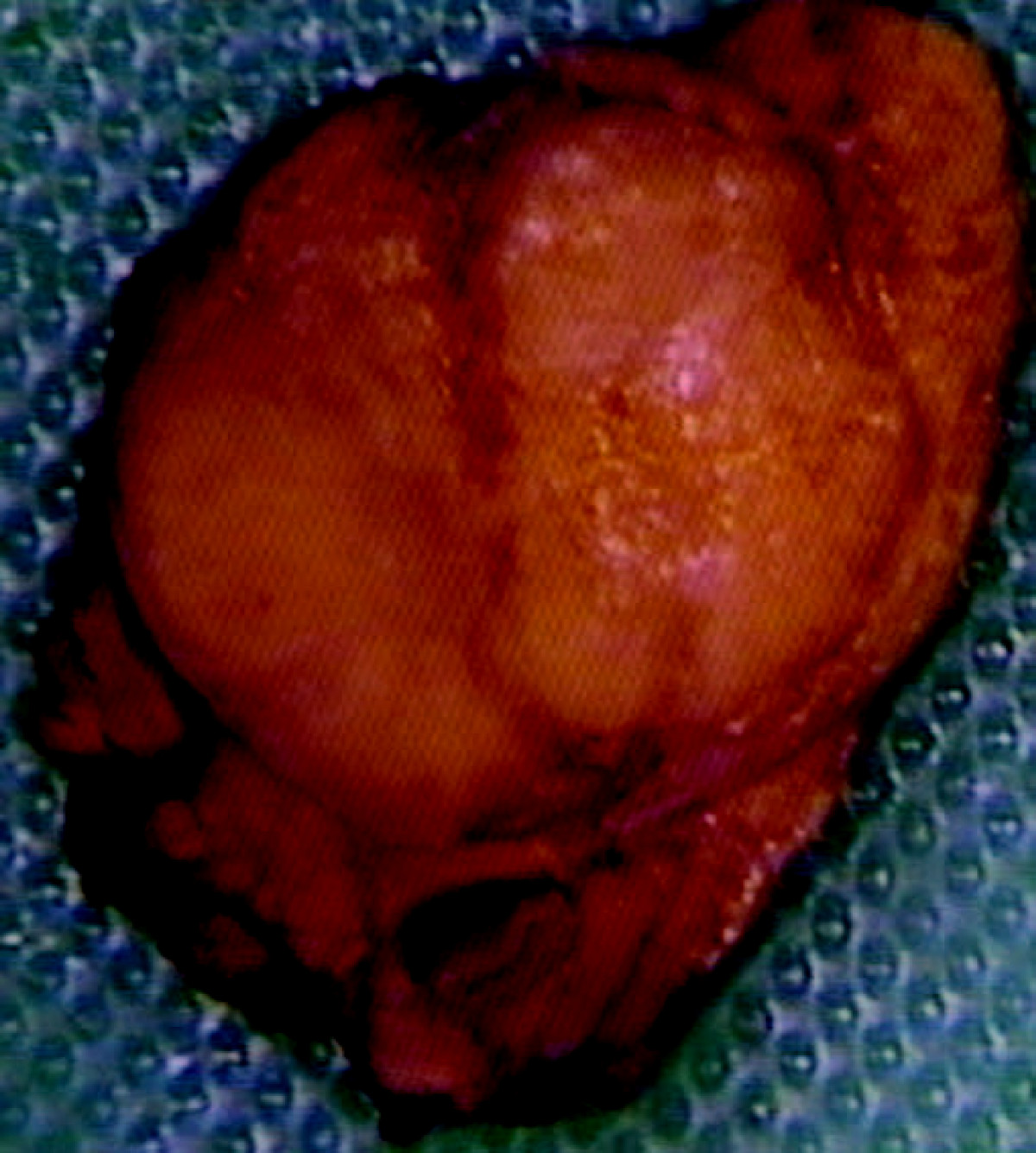
Крупная инсулинома: опухоль типичного красно-коричневого цвета.

Радикальное лечение — хирургическое удаление опухоли. От оперативного вмешательства воздерживаются при отказе самого больного или при наличии тяжёлых сопутствующих соматических проявлений.
Когда инсулинома расположена в хвосте поджелудочной железы (место локализации островков Лангерганса), проводят резекцию хвоста. В случае локализации доброкачественной инсулиномы в теле или головке железы, применяют энуклеацию. Если опухоль носит злокачественный характер, даёт множественные метастазы и её нельзя удалить полностью, прибегают к медикаментозному лечению диазоксидом (прогликемом, гиперстатом) или октреотидом (сандостатином). Эти препараты подавляют секрецию инсулина и снижают степень тяжести гипогликемии. Применяют также глюкокортикоиды (обладают контринсулярным действием). Однако положительный эффект последних обычно достигается при дозах, вызывающих кушингоидные проявления.
Консервативная терапия при инсулиноме включает:
- купирование и профилактику гипогликемии,
- воздействие на опухолевый процесс.

При невозможности оперативного вмешательства, а также при злокачественных, метастатических инсулиномах показана симптоматическая терапия, включающая в себя частый приём углеводов, в ряде случаев эффективен диазоксид (100—600 мг/сут на 3—4 приёма) в капсулах по 50 и 100 мг. У части больных эффективным в профилактике гипогликемии оказывается октреотид, который, как и в случае других эндокринных опухолей поджелудочной железы и кишечника (апудомах), обладает выраженным антипролиферативным действием. При невозможности стабилизировать рост инсулиномы и уровень гликемии октреотидом и его комбинацией с диазоксидом пациента переводят на химиотерапию (стрептозотоцин), а затем на полихимиотерапию (стрептозотоцин + доксорубицин + 5-фторурацил).

## Прогноз
При доброкачественных инсулиномах (из бета-клеток островков Лангерганса) после оперативного лечения наступает выздоровление. При параэндокринных локализациях — успешно применяется консервативное лечение.
При злокачественных инсулиномах прогноз серьёзен и зависит не только от локализации опухоли, но и от наличия метастазов. Существенное значение имеет успешность химиотерапевтических препаратов у данного конкретного пациента (чувствительны к стрептозотоцину около 60 % больных). В случаях нечувствительности опухоли к стрептозотоцину можно использовать адриамицин.